# Olivin
Mineral olivin je magnezijsko-željezoviti silikat s formulom (Mg,Fe)2SiO4. To je jedan od najčešćih minerala na Zemlji, a pronađen je i na Mjesecu, Marsu i kometu Wild 2.
Odnos magnezija i željeza varira između dva krajnja člana grupe olivina: forsterita (Mg-krajnji član) i fajalita (Fe-krajnji član). Spojevi olivina često su prikazani kao molarni postoci forsterita (Fo) i fajalita (Fa) (pr. Fo70Fa30). Forsterit ima neuobičajeno visoku temperaturu taljenja pri atmosferskom tlaku, gotovo 1900°C, a talište fajalita je na mnogo nižoj temperaturi (oko 1200°C). Temperatura taljenja u seriji blago varira između ta dva krajnja člana, kao i ostala svojstva.
Olivin je dao ime cijeloj grupi minerala koji imaju sličnu strukturu (grupa olivina), a koja uključuje još i tefroit (Mn2SiO4), monticellit (CaMgSiO4) i kirschsteinit (CaFeSiO4).

## Identifikacija i parageneze
Olivin je dobio ime po svojoj uobičajenoj maslinasto zelenoj boji (vjeruje se da je to rezultat sadržavanja nikla u tragovima), iako se može pojaviti i u crvenkastim nijansama u slučaju ako željezo iz olivina oksidira. Ima školjkast lom i krt je (što znači da se prilično lako lomi). Tvrdoća mu iznosi 6.5-7, a gustoća 3.27-3.37. Ima staklast sjaj, proziran je do poluproziran. Ima nejasnu kalavost.
Transparentni olivini katkad se koriste kao drago kamenje koje nazivamo peridot, prema francuskoj riječi za olivin. Također se naziva i krizolit, prema grčkoj riječi za zlato i kamen. Neki od najdragocjenijih olivina pronađeni su u stijenama iz Zemljinog plašta na otoku Zabargad, u Crvenom moru.
Olivini se pojavljuju i u bazičnim i u ultrabazičnim magmatskim stijenama te kao primarni minerali u nekim metamorfnim stijenama. Mg-bogati olivini kristaliziraju iz magme koja je bogata magnezijem, a siromašna silicijem. Takva magma kristalizira u bazične stijene poput gabra i bazalta. Ultrabazične stijene, kao npr. peridotit i dunit, mogu biti ostaci nakon ekstrakcije magme i obično više variraju, a čine više od 50% Zemljina gornjeg plašta, što ih svrstava u najčešće minerale po volumenu. Metamorfizam nečistog dolomita ili drugih sedimentnih stijena sa stijenama bogatim magnezijem, a siromašnim silicijem također dovodi do stvaranja Mg-bogatih olivina, tj. forsterita.
Fe-bogati olivini relativno su rjeđi, ali pojavljuju se u magmatskim stijenama u malim količinama, u granitima i riolitima, a olivini vrlo bogati željezom mogu se naći uz kvarc i tridimit. Nasuprot tome, Mg-bogati olivini ne koegzistiraju stabilno sa silikatima, već reagiraju tako što s njima stvaraju ortopiroksene ((Mg,Fe)2Si2O6).
Mg-bogati olivini često se mogu naći u meteoritima, na Marsu i na Mjesecu. Pronađeni su i u prašini u diskovima oko mladih zvijezda. Repovi kometa (koji su građeni od Sunčeve zvjezdane prašine) često sadrže tragove olivina, a olivin je nedavno utvrđen i u uzorcima kometa sa svemirske letjelice Stardust. 

## Kristalna struktura
Minerali u grupi olivina kristaliziraju u rompskom sustavu s izoliranim silikatnim tetraedrima, što znači da su olivini nezosilikati. S druge strane, atomska struktura može se opisati kao heksagonalna, gusto pakirane izmjene kisikovih iona s polovicom stranice oktaedra vezanog na magnezijeve ili željezne ione te jednom osminom tetraedarske stranice vezane silikatnim ionom.

Postoje tri različita položaja kisika (označenih s 01, 02 i 03, na slici 1), dvije različite metalne pozicije (M1 i M2) te samo jedna pozicija silicija. 01, 02, M2 i Si leže u istoj ravnini, dok M1 stoji, na sredini. 03 leži na općenitoj poziciji.

## Polimorfi i fazni dijagram
Pri visokim temperaturama i tlakovima koje nalazimo na velikim dubinama Zemljine unutrašnjosti olivinska struktura više nije stabilna. Ispod dubine od oko 410 km olivin dolazi u stanje faznih prijelaza iz nezosilikata u sorosilikat wadsleyit, a na dubini od 520 km wadsleyit prelazi u ringwoodit, koji ima spinelsku strukturu. Ti fazni prijelazi vode ka diskontinuiranom povećanju gustoće Zemljina plašta, koje se može promatrati seizmičkim metodama.

Pritisak pri kojem se ti fazni prijelazi pojavljuju ovisi o temperaturi i željeznom udijelu. Pri 800°C čisti magnezijski krajnji član, forsterit, prijeći će u wadsleyit na 11.8 gigapacala (118kbar), a u ringwoodit pri tlaku od 14 GPa (140 kbar). Povećanjem udijela željeza smanjuje se tlak potreban za fazni prijelaz i sužava se polje stabilnost wadsleyita. Pri otprilike 0.8 molarnog udjela fajalita, olivin prelazi direktno u ringwoodit pri tlaku od oko 10-11.5 GPa (100-115 kbar). Fajalit prelazi u Fe2SiO4 spinel pri tlaku ispod 5 GPa (50 kbar). Povećanjem temperature povećava se i tlak faznih prijelaza.